# Besqaraghay Aūdany
Besqaraghay Aūdany är ett distrikt i Kazakstan.   Det ligger i oblystet Östkazakstan, i den östra delen av landet, 500 km öster om huvudstaden Astana.